# جولیو دونینی
جولیو دونینی (ایتالیایی: Giulio Donnini؛ زادهٔ ۱۷ فوریهٔ ۱۹۲۴) هنرپیشه اهل ایتالیا است. وی بین سال‌های ۱۹۴۶ تا ۱۹۹۵ میلادی فعالیت می‌کرد.
از فیلم‌هایی که وی در آن نقش داشته‌است، می‌توان به کجا می‌روی، شیطان را بران، برادران کارامازوف، تهران، ال گرکو، من کاپاتاز هستم، حمل و نقل، مسالینا و جذام سفید اشاره کرد.